# Polozzi
José Fernando Polozzi, mais conhecido como Polozzi (Louveira, 1 de outubro de 1955), é um ex-futebolista brasileiro.
Era um zagueiro técnico e de boa colocação, embora considerado lento. Está na seleção da Ponte Preta de todos os tempos realizada pelo site GE.

## Carreira

### Jogador
Começou como lateral-esquerdo no juvenil do Santana, de Vinhedo. Por duas vezes, Polozzi foi levado para os juniores da Ponte Preta, e em ambas foi dispensado, assim como entre as duas oportunidades, nos juniores do Guarani. O mesmo Juliato tentou, então, levá-lo para o São Paulo, mas a Ponte Preta, que ainda detinha o passe do jogador, não o liberou e deu-lhe uma nova chance, que ele agarrou quando os zagueiros titulares do time júnior se contundiram. Foi vice-campeão da Taça São Paulo de Juvenis em 1974 e pouco depois já estava no elenco profissional.
Começou a destacar-se no Campeonato Paulista de 1977, quando a Ponte Preta foi vice-campeã. Fazia dupla de zaga com Oscar, considerada na época uma das melhores do Brasil.
Esteve na Seleção Brasileira que foi à Copa do Mundo de 1978, na Argentina, mas não entrou em campo, sendo reserva de Amaral, do Guarani. Pela Seleção, disputou apenas quatro partidas não-oficiais (3 vitórias e 1 empate), todas entre março e maio de 1978.
Foi contratado pelo Palmeiras em 1979 por 5 milhões de cruzeiros, sendo elemento-surpresa na jogada ensaiada dos escanteios do time. Pegou, entretanto, uma fase de vacas magras do time, e seu futebol entrou em decadência. Fez 127 partidas pelo Palmeiras (55 vitórias, 40 empates e 32 derrotas) e marcou 8 gols, entre os anos de 1979 e 1982 e depois em 1985.
Voltou à Ponte Preta em 1983 e depois rodou por diversos clubes do interior, com uma breve volta ao Parque Antártica em 1985.
Em 1990, foi contratado pelo Grêmio Goioerê para jogar o Campeonato Paranaense da Segunda Divisão, onde foi campeão. Este foi o seu único título na carreira de jogador. 
Encerrou a carreira no Tiradentes, do Distrito Federal, em 1992. 

### Treinador
Iniciou a carreira de técnico em 1995 pelo Tupã. Depois dirigiu o Bandeirante de Birigui, no início de 2006, mas acabou sendo substituído pelo ex-zagueiro Vitor Hugo, em abril. Em junho, assumiu o comando técnico da Jataiense.
Também comandou o Associação Desportiva Confiança, Ríver (onde foi campeão piauiense de 2007) e Comercial do Piauí. Voltou ao Jataiense em 2010.

## Títulos

### Jogador

#### Grêmio Goioerê
- Campeonato Paranaense da Segunda Divisão: 1990

#### Individuais
- Bola de Prata: 1977

### Treinador

#### River-PI
- Campeonato Piauiense: 2007